# Roquetoire
Roquetoire és un municipi francès situat al departament del Pas de Calais i a la regió dels Alts de França. L'any 2007 tenia 1.739 habitants.

## Demografia

### Població
El 2007 la població de fet de Roquetoire era de 1.739 persones. Hi havia 642 famílies de les quals 110 eren unipersonals (30 homes vivint sols i 80 dones vivint soles), 209 parelles sense fills, 262 parelles amb fills i 61 famílies monoparentals amb fills.
La població ha evolucionat segons el següent gràfic:
Habitants censats

### Habitatges
El 2007 hi havia 681 habitatges, 647 eren l'habitatge principal de la família, 2 eren segones residències i 32 estaven desocupats. 679 eren cases i 1 era un apartament. Dels 647 habitatges principals, 552 estaven ocupats pels seus propietaris, 85 estaven llogats i ocupats pels llogaters i 9 estaven cedits a títol gratuït; 3 tenien una cambra, 9 en tenien dues, 63 en tenien tres, 139 en tenien quatre i 434 en tenien cinc o més. 585 habitatges disposaven pel capbaix d'una plaça de pàrquing. A 256 habitatges hi havia un automòbil i a 345 n'hi havia dos o més.

### Piràmide de població
La piràmide de població per edats i sexe el 2009 era:
| Homes | Edats   | Dones |
| ----- | ------- | ----- |
| 0     | 95 o +  | 0     |
| 0     | 90 a 94 | 4     |
| 4     | 85 a 89 | 4     |
| 8     | 80 a 84 | 12    |
| 32    | 75 a 79 | 24    |
| 28    | 70 a 74 | 24    |
| 32    | 65 a 69 | 40    |
| 40    | 60 a 64 | 20    |
| 16    | 55 a 59 | 28    |
| 64    | 50 a 54 | 48    |
| 76    | 45 a 49 | 64    |
| 44    | 40 a 44 | 64    |
| 80    | 35 a 39 | 68    |
| 64    | 30 a 34 | 72    |
| 76    | 25 a 29 | 60    |
| 60    | 20 a 24 | 32    |
| 76    | 15 a 19 | 68    |
| 64    | 10 a 14 | 56    |
| 60    | 5 a 9   | 28    |
| 24    | 0 a 4   | 48    |

## Economia
El 2007 la població en edat de treballar era de 1.165 persones, 817 eren actives i 348 eren inactives. De les 817 persones actives 752 estaven ocupades (421 homes i 331 dones) i 65 estaven aturades (28 homes i 37 dones). De les 348 persones inactives 135 estaven jubilades, 99 estaven estudiant i 114 estaven classificades com a «altres inactius».

### Ingressos
El 2009 a Roquetoire hi havia 677 unitats fiscals que integraven 1.862 persones, la mediana anual d'ingressos fiscals per persona era de 16.918 €.

### Activitats econòmiques
Dels 53 establiments que hi havia el 2007, 1 era d'una empresa alimentària, 8 d'empreses de construcció, 10 d'empreses de comerç i reparació d'automòbils, 2 d'empreses de transport, 4 d'empreses d'hostatgeria i restauració, 1 d'una empresa financera, 1 d'una empresa immobiliària, 6 d'empreses de serveis, 14 d'entitats de l'administració pública i 6 d'empreses classificades com a «altres activitats de serveis».
Dels 11 establiments de servei als particulars que hi havia el 2009, 1 era una funerària, 1 paleta, 1 fusteria, 2 lampisteries, 2 electricistes, 2 perruqueries i 2 restaurants.
Dels 2 establiments comercials que hi havia el 2009, 1 era una botiga de menys de 120 m² i 1 una fleca.
L'any 2000 a Roquetoire hi havia 31 explotacions agrícoles que ocupaven un total de 816 hectàrees.

## Equipaments sanitaris i escolars
L'únic equipament sanitari que hi havia el 2009 era una farmàcia.
El 2009 hi havia una escola elemental.

## Poblacions més properes
El següent diagrama mostra les poblacions més properes.